# Реликт (динамическая защита)
«Реликт» — российский модульный комплекс динамической защиты третьего поколения разработки НИИ Стали, принятый на вооружение в 2006 году для унификации танков Т-72Б2 «Урал», Т-80 и Т-90МС по уровню защищённости. Представляет собой эволюционное развитие советского комплекса динамической защиты «Контакт-5»; предназначен для модернизации бронетехники средней и тяжёлой весовой категорий (боевой машины БМПТ, танков Т-80БВ, Т-72Б, Т-90) для обеспечения защиты от большинства современных ОБПС западного производства, таких как M829 A2 и M829 A3.

## Описание
Комплекс создан для повышения уровня защиты от современных и перспективных противотанковых средств, включая кумулятивные и бронебойные средства поражения. В курсовых углах по корпусу ± 20° и по башне ± 35° обеспечивается увеличение противоснарядной стойкости в 1,2 раза, а противокумулятивной — в 2,0—2,1 раза.
По данным различных источников система «Реликт» базируется на использовании нового элемента динамической защиты повышенной чувствительности 4С23, разработанного в ГосНИИ «Кристалл». В основу работы элементов заложен принцип, так называемого, «двустороннего метания», когда поражающий боеприпас находится под действием сразу двух бронепластин, одна из которых двигается ему навстречу, а вторая — вдогон. Для защиты кормовой части моторного отделения используются решётчатые экраны, которые снижают вероятность нормального формирования кумулятивной струи из воронки боевой части поражающей головки более, чем в два раза.
Основные отличия комплекса «Реликт» от динамической защиты «Контакт-5» заключаются в следующем:
- модульная конструкция, позволяющая быстро и легко произвести ремонт и замену вышедших из строя модулей[1],
- значительно более высокие показатели перекрытия лобовой проекции башни[3] (до 60-68 % по сравнению с 40-45 % у «Контакт-5»[1]),
- существенно более высокий уровень защиты от кумулятивных и подкалиберных боеприпасов[1],
- возможность с минимальными затратами производить дальнейшую модернизацию комплекса путём простой замены ЭДЗ с более высокими характеристиками,
- большая масса комплекса — 2500 кг в том числе решетчатых экранов — 300 кг,
- элементы динамической защиты «Реликт» полностью взаимозаменяемы с элементами «Контакт-5» без необходимости конструктивных изменений самой системы динамической защиты.

По заключению экспертов эффективность защиты «Реликт» от поражающего действия БОПС превосходит серийную защиту «Контакт-5» в 5-6 раз.

## Тактико-технические характеристики
Комплектность комплекса помимо модуля верхней лобовой детали (ВЛД) включает:
- на башне — 17 секций с элементами 4С23,
- на крыше — 20 секций с элементами 4С23,
- на бортовых экранах — 6 секций с элементами 4С23[4].

Комплекс динамической защиты «Реликт» обеспечивает перекрытие лобовой проекции:
- более 60 % при курсовом угле 0°,
- более 45 % при курсовых углах ±20° по корпусу,
- более 55 % при курсовых углах ±35° по башне[8].

Бронестойкость против подкалиберных боеприпасов лобовой проекции башни (±30°) и корпуса (±20°) различных моделей танков без комплекса динамической защиты «Реликт» и с ним:
| Модель танка  | Бронестойкость по башне (Без ДЗ и с ней), мм | Бронестойкость по корпусу (без ДЗ и с ней), мм |
| ------------- | -------------------------------------------- | ---------------------------------------------- |
| Т-72АВ (1984) | 380 / 630                                    | 405 / 655                                      |
| Т-80БВ (1984) | 400 / 650                                    | 430 / 680                                      |
| Т-72Б (1985)  | 540 / 800                                    | 480 / 730                                      |

По данным разработчиков повышение уровня защищённости боевых машин с комплексом «Реликт» оценивается следующим образом:
|                                                                                  | БМПТ | Т-72 | Т-90СМ  |
| -------------------------------------------------------------------------------- | ---- | ---- | ------- |
| Масса комплекта динамической защиты, кг                                          | 2300 | 2000 | 2400    |
| Повышение уровня защиты от кумулятивных боеприпасов (в том числе и от тандемных) | 2,1  | 2,1  | 1,7—1,9 |
| Повышение уровня защиты от бронебойных подкалиберных боеприпасов                 | 1,4  | 1,4  | 1,4     |

В марте 2016 года появились сообщения, что «Уралвагонзавод» получил государственный заказ на модернизацию 150 танков Т-72Б до уровня Т-72Б3 на сумму более 2,5 млрд. рублей; помимо увеличения мощности двигателя, установки автоматизированных систем управления и т.д. регламент модернизации также предусматривает оснащение машин динамической защитой «Реликт».

## Критика
По мнению журналистов и экспертов The National Interest, новый вариант снаряда M829A4 и ПТРК TOW-2B могут преодолеть динамическую защиту «Реликт».